# Леліва IV
Леліва IV (Підляські, Поліські, пол. Podlaski, Podlaske, Podleski, Poleski, Pottlacke, Leliwa odmienny) – шляхетський герб кашубського походження, різновид герба Леліва.

## Опис герба
В блакитному полі під золотим півмісяцем рогами донизу шестикутна золота зірка. Клейнод: обернений гербовий знак.

## Найбільш ранні згадки
За словами Юліуша Кароля Островського початок виду невідомий. Він згадує про сімейство роду Підляських з Кашубії і також їх печтку на джерелі XVIII століття міста Плонського, збирача податей в новогрудку.
Крім Островського, герб згадували ще автори гербовників:  Nowy Siebmacher, Żernicki (Der polnische Adel) oraz Ledebur (Adelslexikon der preussichen Monarchie von...).

## Роди
Подляські, Подлєські, Подлевські, Пордлеські, Полеські (Podlaski, Podlaske, Podleski, Podlewski, Poleski, Pollieski, Pottlacke). З доповненнями: Хелм (Chełm, Elma) i Ембден (Embden).
За словами Островського також Полонські (Połoński).
Подіьним гернбом, але невідомих кольорів та клейноду користувалися також Запедовські (Zapędowscy) з Кашубії.

## Сім'я Подляських
Маленька шляхетна родина з села Подлєс колесо Костежины. Перша згадка-1570 (Михайло, Мацей Полеський з Малого Подлєсу). Ще одна згадка 1662 року (Яків Подлєський в Borzyszkowach), 1772 (Артем Podleski з Кедровичів). За Ледебура, сім'я ця ідентична з сім'єю Поттлак (Поклат) з землі Лемборкської, але це не точно.